# Knooppunt Krzyżowa
Knooppunt Krzyżowa (Pools: Węzeł autostradowy Krzyżowa) is een knooppunt in de Poolse woiwodschap Neder-Silezië, en is gelegen bij het gelijknamige dorp Krzyżowa. Het is de plaats waar de A4 en de A18 elkaar tegemoet komen, alhoewel het op Europees niveau eigenlijk gaat om een knooppunt van de Europese weg 36 en de Europese weg 40.